# Eltham (circonscription britannique)
Circonscription parlementaire de la Chambre des communes
La circonscription d'Eltham est une circonscription électorale anglaise située dans le Grand Londres, et représentée à la Chambre des communes du Parlement britannique depuis 1997 par Clive Efford du Parti travailliste.

## Géographie
La circonscription comprend :
- Le sud du borough londonien de Greenwich

Les circonscriptions limitrophes sont Bromley and Chislehurst, Erith and Thamesmead, Greenwich and Woolwich, Lewisham East et Old Bexley and Sidcup.

## Députés
Les Members of Parliament (MPs) de la circonscription sont :
| Législature                   | Années       | Député | Député          | Parti        |
| ----------------------------- | ------------ | ------ | --------------- | ------------ |
| Eltham issue de Woolwich West |              |        |                 |              |
| 49e                           | 1983–1987    |        | Peter Bottomley | Conservateur |
| 50e                           | 1987–1992    |        | Peter Bottomley | Conservateur |
| 51e                           | 1992–1997    |        | Peter Bottomley | Conservateur |
| 52e                           | 1997–2001    |        | Clive Efford    | Travailliste |
| 53e                           | 2001–2005    |        | Clive Efford    | Travailliste |
| 54e                           | 2005–2010    |        | Clive Efford    | Travailliste |
| 55e                           | 2010–2015    |        | Clive Efford    | Travailliste |
| 56e                           | 2015–2017    |        | Clive Efford    | Travailliste |
| 57e                           | 2017–2019    |        | Clive Efford    | Travailliste |
| 58e                           | 2019–Présent |        | Clive Efford    | Travailliste |

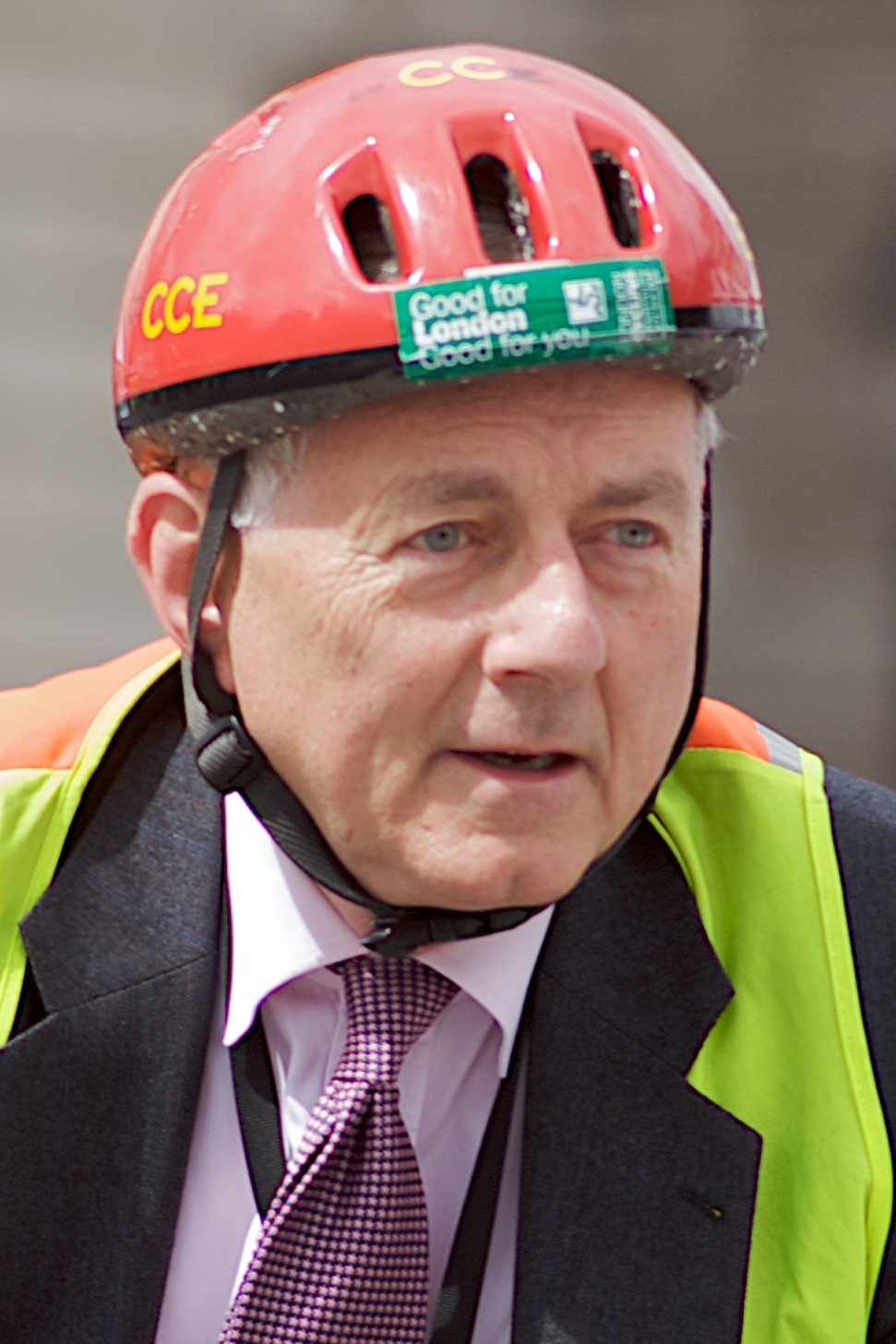
Peter Bottomley (1983-1997)
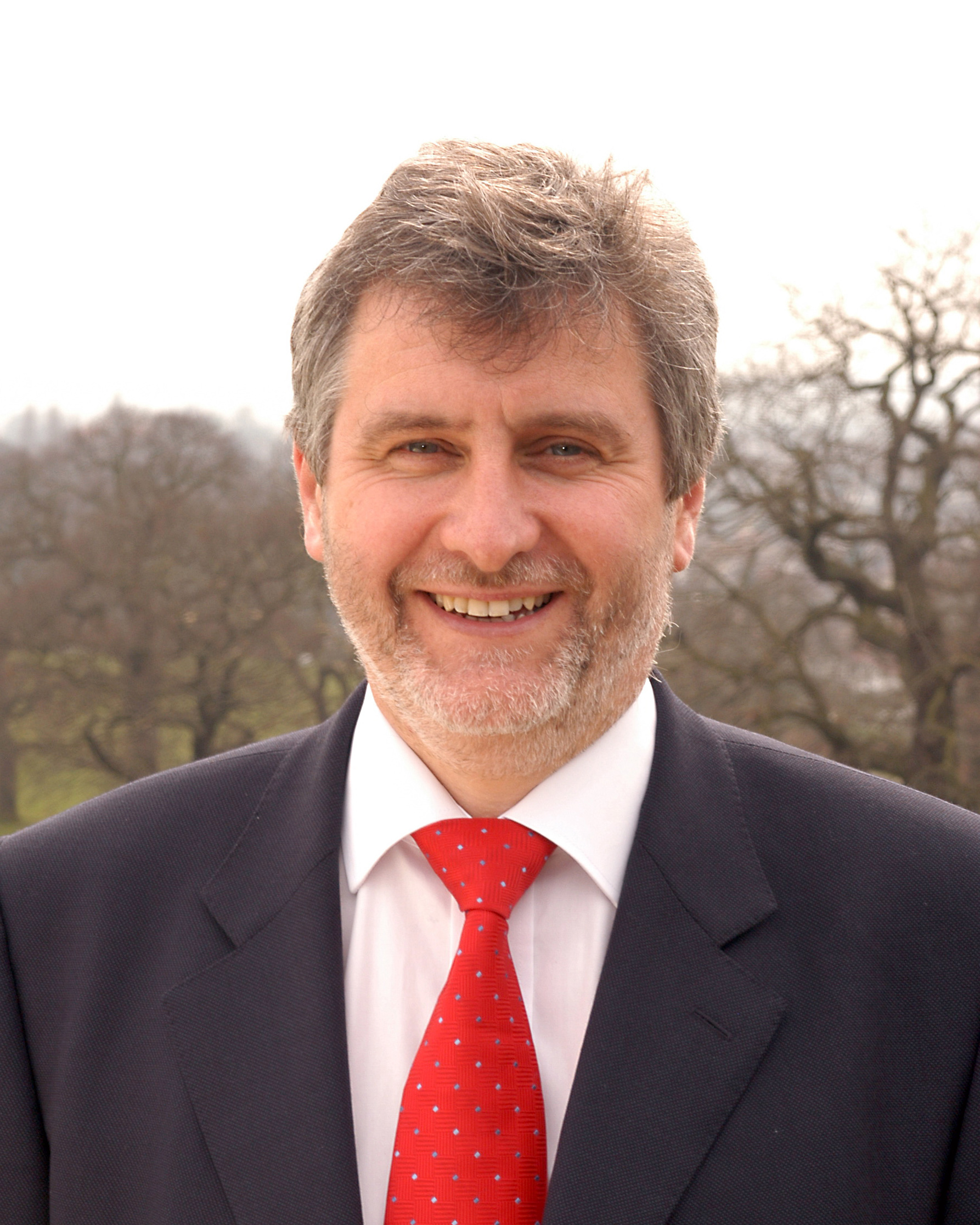
Clive Efford (1997-Présent)